# Laurence Fontaine
 (juin 2015).
Si vous disposez d'ouvrages ou d'articles de référence ou si vous connaissez des sites web de qualité traitant du thème abordé ici, merci de compléter l'article en donnant les références utiles à sa vérifiabilité et en les liant à la section « Notes et références ».
Pour les articles homonymes, voir Fontaine.
Laurence Fontaine est une historienne française.
Directrice de recherche au CNRS, elle est spécialisée dans l’histoire de l’Europe préindustrielle.

## Biographie
Après des études d'histoire et de sociologie à l'université de Paris I et à l'université de Paris V puis à l'université Lyon II, où elle fut l'élève d'Yves Lequin qui dirigea sa thèse de doctorat sur Les colporteurs de l'Oisans au XIXe siècle, elle est recrutée comme chargée de recherche au CNRS en 1989. Elle est rattachée au Centre Pierre Léon de l’université Lyon II puis au Centre de recherches historiques de l'EHESS.
En 2000, elle soutient une habilitation à diriger des recherches (HDR) à l’université de Paris I intitulée : Migrations, itinéraires et circulations des individus, des richesses et des informations, puis devient directrice de recherche au CNRS. Elle a été professeur au département d’histoire et civilisations de l'Institut universitaire européen de Florence entre 1995 et 2003 ce qui lui a donné l’occasion de diriger de nombreuses thèses d’étudiants venant de divers pays d’Europe. Elle est rattachée au Centre Maurice-Halbwachs depuis 2008.
Elle a été membre du comité scientifique des Actes de la recherche en sciences sociales de 1997 à la disparition de Pierre Bourdieu. Elle est un des membres fondateurs, en 1995, de l'Association internationale pour l'histoire des Alpes qui édite la revue Histoire des Alpes - Storia delle Alpi - Geschichte der Alpen. Elle a été membre du conseil scientifique et du bureau de l'Istituto Internazionale di storia economica Francesco Datini (it) entre 1993 et 2015. Elle est vice-présidente de la Société d’histoire moderne et contemporaine depuis septembre 2008.
En décembre 2014, elle est nommée chevalier de la Légion d'honneur. 
En décembre 2017, elle est nommée membre du Conseil national du numérique.
Elle est finaliste en 2023 du Prix "Château de Versailles" du livre d'histoire.

## Recherches
Ses premiers travaux ont porté sur les colporteurs et les migrations de montagne qu’elle a conçus conjointement avec l’étude des villages de départ. Cette approche a mis au jour de vastes réseaux de migrants dont les élites, installées en diaspora dans les principales villes d’Europe, faisaient travailler la main d’œuvre des villages d’origine comme marchands ou artisans ambulants. (Histoire du colportage en Europe, 1993). Cette recherche lui a également permis de montrer que les villages de départ n’étaient pas des républiques de petits propriétaires mais des villages dominés par une ou deux puissantes familles qui distribuaient travail et crédits à la majorité des habitants (Pouvoir, identités et migrations dans les hautes vallées des Alpes occidentales (XVIIe-XVIIIe siècles), 2003). 
À partir de ces travaux qui mêlaient réseaux de crédit et organisations de migrants, elle a cherché à comprendre le rôle du crédit et de la dette dans les sociétés d’ancien régime, dans lesquelles tout le monde était à la fois créancier et débiteur. Elle s’est alors attachée à suivre les relations de crédit des divers groupes sociaux afin de voir ce que l’analyse de ces rencontres fondamentales pourrait dire sur les fonctionnements plus généraux de l'économie. (L’économie morale. Pauvreté, crédit et confiance dans l’Europe préindustrielle, 2008).
Comprendre comment les hommes et les femmes essayaient de prévoir un futur incertain est une dimension qui traverse l’ensemble de ses recherches et qui l’a conduite à étudier les stratégies de survie (Household Strategies for Survival, 1600-2000 : Fission, Faction and Cooperation, 2000), les marchés informels de l’argent comme ceux des objets de seconde main (Alternative Exchanges: Second-Hand Circulations from the Sixteenth Century to The Present, 2008). Ces recherches ont débouché, d’une part, sur une réflexion plus générale sur l’économie informelle (A qui profitent les règles ? Les paradoxes de l'économie informelle, 2011) et, d’autre part, elles l’ont conduite à entrer dans les logiques du marché qui était une des stratégies de survie fondamentale des populations. Elle a travaillé sur les logiques positives comme sur les logiques négatives des différents marchés ainsi que sur les appropriations et les rapports de force pour comprendre pourquoi les pauvres ont été chassés du marché au cours de l’époque moderne. Cette recherche (Le Marché. Histoire et usage d’une conquête sociale, 2014) est basée sur des analyses concrètes du fonctionnement des marchés à l’époque moderne. Elle dialogue avec le monde contemporain en montrant comment un courant de la pensée des Lumières incarné par A. Smith et Nicolas de Condorcet et porté aujourd'hui par Amartya Sen, pourraient permettre de démocratiser le marché et le mettre au service de tous.

## Publications
- Le Voyage et la mémoire, colporteurs de l'Oisans au XIXe siècle, Lyon, Presses universitaires de Lyon, 1984.
- Histoire du colportage en Europe, Paris, Albin Michel, collection l'Évolution de l'humanité, 1993. History of pedlars in Europe, Cambridge, Polity Press, 1996 ; en mandarin : Rye Field Publishing, Taipei et Hong-Kong, 2008 et en chinois simplifié : Pekin University Press, 2011.
- avec Jürgen Schlumbohm (eds), Household Strategies for Survival, 1600-2000 : Fission, Faction and Cooperation, Cambridge University Press, 2000.
- Pouvoir, identités et migrations dans les hautes vallées des Alpes occidentales (XVIIe-XVIIIe siècles), Grenoble, Presses universitaires de Grenoble, 2003.
- L'Économie morale. Pauvreté, crédit et confiance dans l’Europe préindustrielle, Paris, Gallimard, 2008, 437 p., Grand prix des Rendez-vous de l'histoire, 2009,  The Moral Economy. Poverty Credit and Thrust in Early Modern Europe, New-York, Cambridge University Press, 2014.
- Pauvreté et stratégies de survie, Éditions rue d’Ulm/Presses de l’École normale supérieure, 2008, 68 p.
- (éd.), Alternative Exchanges: Second-Hand Circulations from the Sixteenth Century to The Present, Oxford, Berghahn, 2008.
- avec Florence Weber (dir.), Les paradoxes de l’économie informelle. À qui profitent les règles ?, Paris, Karthala, 2011.
- Le Marché, Histoire et usages d’une conquête sociale, Paris, Gallimard, coll. « NRF Essais », 2014, 464 p., compte rendu par Guillaume Garner dans Lectures, voir en ligne et par Daniel Fayard dans Projet, voir en ligne.
- Vivre pauvre: Quelques enseignements tirés de l'Europe des Lumières, Paris, Gallimard, coll. « NRF Essais », 2022, 512 p.

## Distinctions
- Chevalier de la Légion d'honneur